# تشانل كول
تشانل كول (بالإنجليزية: Chanel Cole)‏ هي مغنية أسترالية، ولدت في 13 نوفمبر 1977.

## وصلات خارجية
- تشانل كول على موقع IMDb (الإنجليزية)
- تشانل كول على موقع ميوزك برينز (الإنجليزية)